# 1971 en Grèce
Chronologie de la Grèce
- 1967
- 1968
- 1969
- 1970
- 1971
- 1972
- 1973
- 1974
- 1975

Cette page concerne les évènements survenus en 1971 en Grèce  :

## Évènements
- Dictature des colonels (1967-1974)
- 14 mars : Recensement de la Grèce
- 20-26 septembre : Festival du cinéma grec
- Découverte de la tombe macédonienne des palmettes, à Lefkádia (Macédoine-Centrale).

## Sortie de film
- L'Aube de la victoire
- Evdokía
- Papaflessas
- Qu'as-tu fait à la guerre, Thanassis ?
- Sexe... 13 Beaufort !
- Les Troyennes

## Sport
- 19-21 mai : Organisation de la finale de la Coupe d'Europe des vainqueurs de coupe, au Pirée, entre l'équipe anglaise de Chelsea FC et l'équipe espagnole du Real Madrid (victoire de Chelsea).
- 15 décembre - 28 décembre : Organisation de la Coupe intercontinentale, au Pirée, entre le Panathinaïkos et le Club Nacional de Football (Uruguay). Victoire de l'équipe uruguyaenne.
- Coupe de Grèce de football (1970-1971) (en)
- Coupe de Grèce de football (1971-1972) (en)
- Championnat de Grèce de football 1970-1971
- Championnat de Grèce de football 1971-1972

Création (sport)
- Doxa Kranoula F.C. (en)
- Faros Keratsiniou B.C. (en)
- Machitis Terpsithea F.C. (en)
- PAS Acheron Kanallaki F.C. (en)

## Création
- Aéroport de l'île de Mykonos
- Centrale électrique de Mégalopolis (en)
- Chantier naval de Chalkis (en)
- Ministère de la Culture
- Olympic Aviation
- Organismós Sidirodrómon Elládos, compagnie nationale des chemins de fer.
- Parc national du Sounion
- Vianex S.A. (en)

## Naissance
- Aléxios Alexópoulos, athlète spécialiste du sprint.
- Yórgos Alkéos, chanteur.
- Níkos Boudoúris, basketteur.
- Olga de Grèce, princesse de Grèce, duchesse des Pouilles et duchesse d'Aoste.
- Dimítris Kontópoulos, compositeur et producteur musical.
- Pópi Maliotáki, chanteuse.
- Giórgos Sigálas, basketteur.
- Theódoros Zagorákis, footballeur et personnalité politique.

## Décès
- Carl Blegen, archéologue américain.
- Georges Séféris, écrivain, prix Nobel de littérature en 1963.